# Philippe Husson
Philippe Jean Louis Marie Husson (* 22. Juli 1927 in Nouméa, Neukaledonien; † 30. August 2016) war ein französischer Diplomat.

## Leben
Philippe Husson, Sohn aus der Ehe des französischen Generals Jean Husson und Antoinette Leclerc, studierte Rechtswissenschaften und wurde am Institut d’études politiques de Paris zum Doktor der Rechte promoviert. Nach einer weiteren Ausbildung an der École Nationale d’Administration (ENA) trat er in den Staatsdienst und war ab 1952 in Marokko, Moskau, Washington und Ottawa tätig. 1974 wurde er Botschaftsrat in Moskau. 1977 wurde er Stellvertreter des Ständigen Vertreters Frankreichs bei den Vereinten Nationen in New York. Von 1977 bis 1980 war er Mitglied der Französisch Delegation bei der Generalversammlung der Vereinten Nationen.
Von 1981 bis 1984 war er französischer Botschafter in Finnland. Anschließend war Husson Stellvertreter des Generalinspekteurs für auswärtige Angelegenheiten. Von 1987 bis 1989 war er Botschafter in Kanada. 1990 übernahm er die Leitung der Archive und Unterlagen im Außenministerium. 1992 wurde er außenpolitischer Berater der Regierung und zum Ministre plénipotentiaire ernannt und damit handelnd als bevollmächtigter Minister im Auftrag der Staatsminister, des Ministers für Auswärtige Angelegenheiten.
Er war seit 1956 mit Christiane Marchand verheiratet; aus der Ehe stammen drei Söhne.

## Ehrungen und Auszeichnungen
- Ehrenlegion (Offizier)
- Französischer Nationalverdienstorden Ordre national du Mérite (Kommandeur)
- Orden des Löwen von Finnland (Großkreuz)
- Verdienstorden Pro Merito Melitensi des Souveränen Malteserordens (Kommandeur)
- Päpstlicher Ritterorden vom Heiligen Grab zu Jerusalem (Großoffizier)